# 威廉·巴里
威廉·巴里（英語：William Barry，1940年10月16日—），英国前男子赛艇运动员。他曾代表英国参加1964年夏季奥林匹克运动会赛艇比赛，获得男子四人单桨无舵手银牌。